# 埃里克·弗里堡
埃里克·弗里堡（瑞典語：Erik Friborg，1893年1月24日—1968年5月22日），瑞典男子自行车运动员。他曾代表瑞典参加1912年夏季奥林匹克运动会自行车比赛，获得男子团体公路赛金牌。